# Milan Martelli
Milan Martelli (* 30. November 1979 in Frankfurt am Main) ist ein deutscher Komponist und Musikproduzent.

## Leben und Karriere
Milan Martelli stammt aus einer Musikerfamilie. Im Jugendalter widmete er sich zunächst dem Mixen von Musik und wurde Mitte der 1990er Jahre als DJ Teil der Frankfurter HipHop-Szene. Im Alter von 17 Jahren erlitt er einen schweren Unfall, bei dem seine Wirbelsäule verletzt wurde. Seither nutzt er einen Rollstuhl.
Seine erste Veröffentlichung erfolgte im Jahre 2004 für den Frankfurter Rapper Azad mit der Single Phoenix aus dem Album Der Bozz. Seitdem arbeitete er bis 2009 für das Label „Bozz Music“ von Azad und mit Künstlern wie Bushido, Kool Savas und Cassandra Steen zusammen. Ab 2008 kam es zu einer Zusammenarbeit mit dem Produzententeam Xavier Naidoo/Michael Herberger und mit Matthew Tasa.
Martelli war an der Produktion von 20 Top-Ten-Alben und Singles beteiligt, die auch Gold- und Platinauszeichnungen erhielten. Er war Mitautor und Produzent von Alles kann besser werden aus dem gleichnamigen Album von Xavier Naidoo (2009) und von Schau nicht mehr zurück, das beim Bundesvision Song Contest 2012 siegte.
Milan Martelli tritt in den Hip-Hop-Dokumentationen In The Lab (2009) und 1st there was the beat (2007) auf.

## Filmografie
Dokumentationen
- 2007: 1st there was the beat
- 2009: In The Lab – Eine Hip Hop Dokumentation[4]